# لوكا (كونييتش)
لوكا (بالإنجليزية: Luka)‏ بالكيريلية (Лука) هي قرية في بلدية كونييتش التابعة للبوسنة والهرسك.